# Trochosa adjacens
Trochosa adjacens är en spindelart som beskrevs av O. Pickard-Cambridge 1885. Trochosa adjacens ingår i släktet Trochosa och familjen vargspindlar. Inga underarter finns listade i Catalogue of Life.